# The Next Day

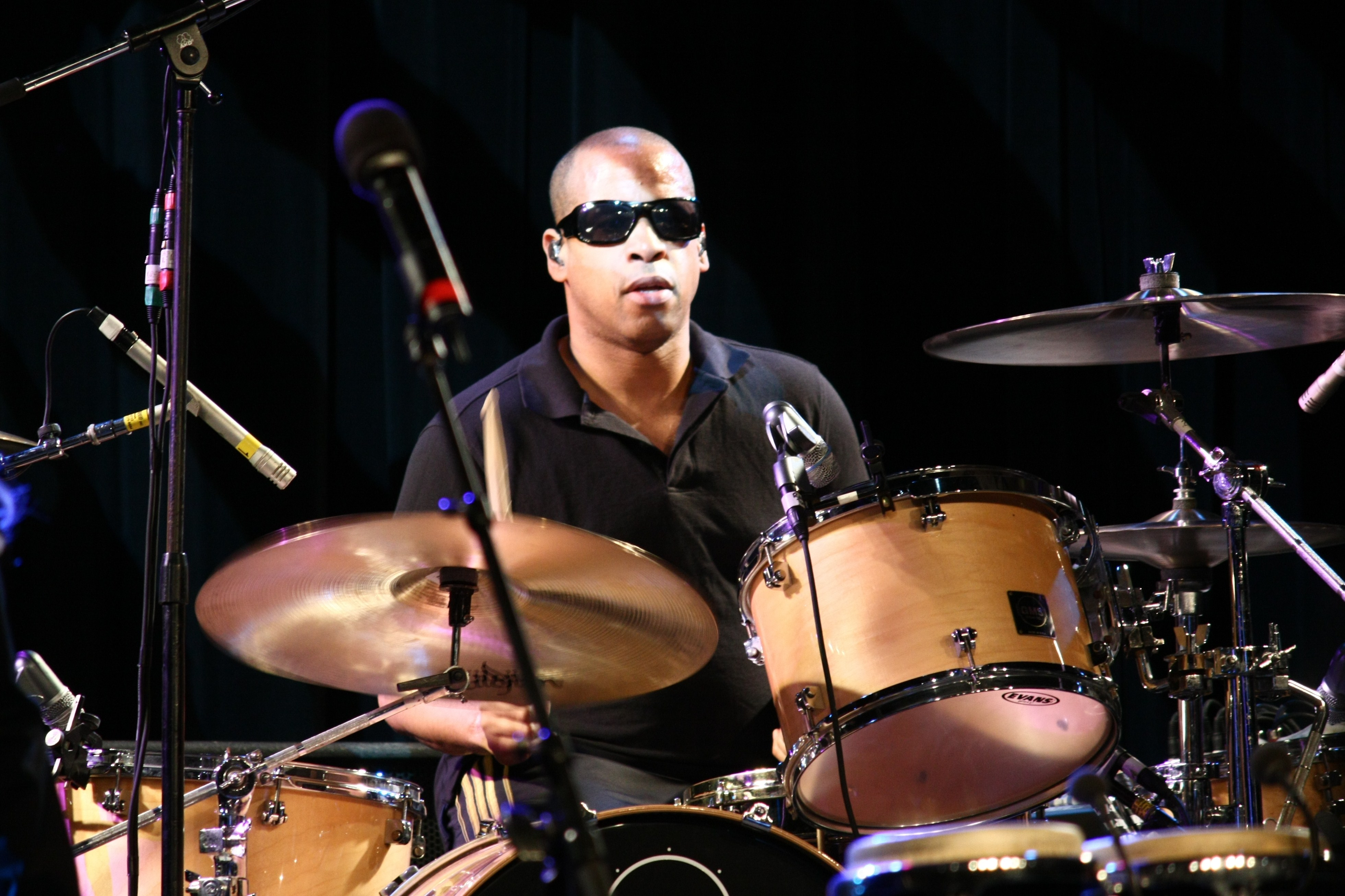
Sterling Campbell, drummer op The Next Day, tijdens een optreden in april 2009.

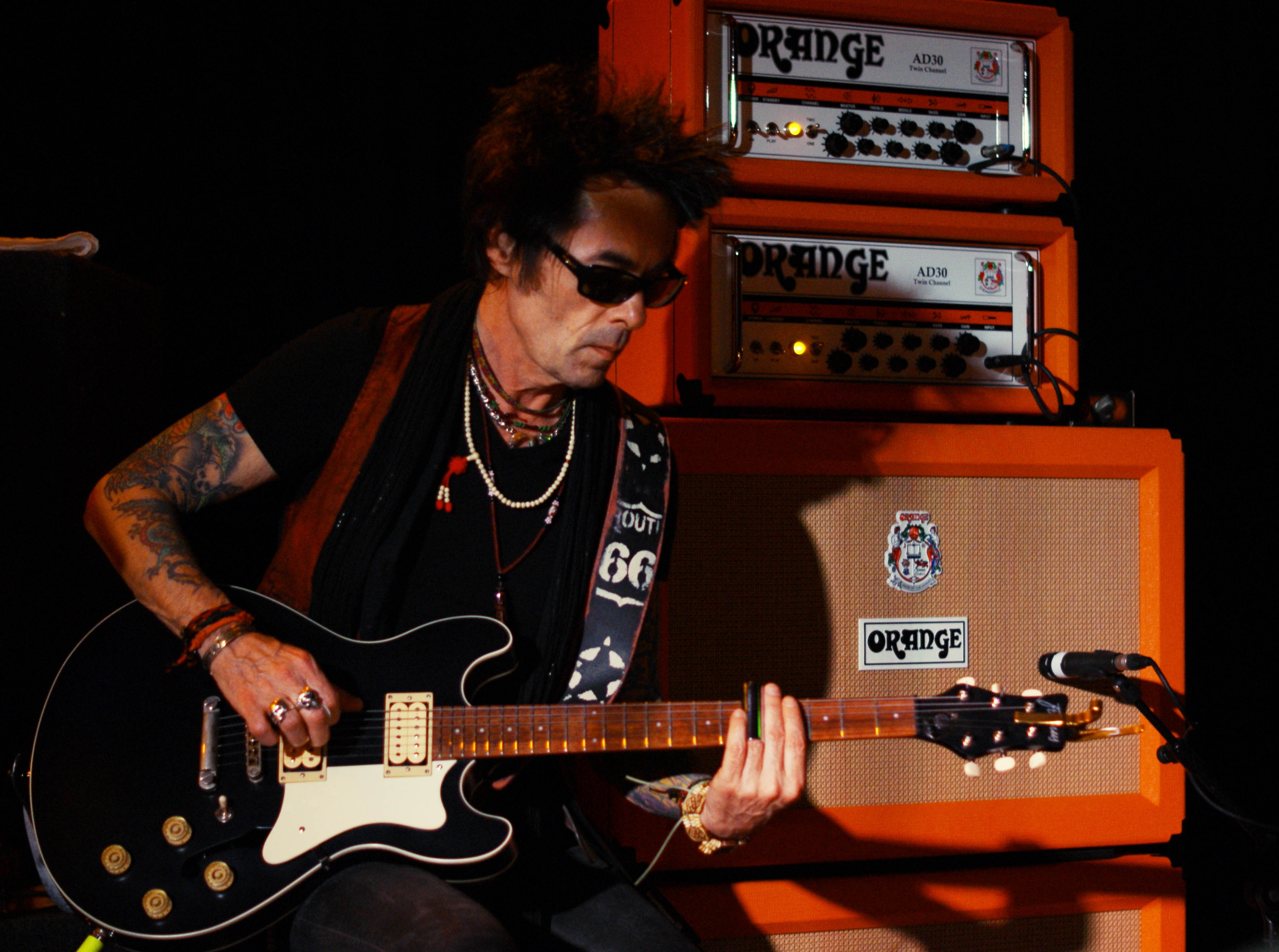
Earl Slick, gitarist op The Next Day, tijdens een optreden met The New York Dolls in 2011.

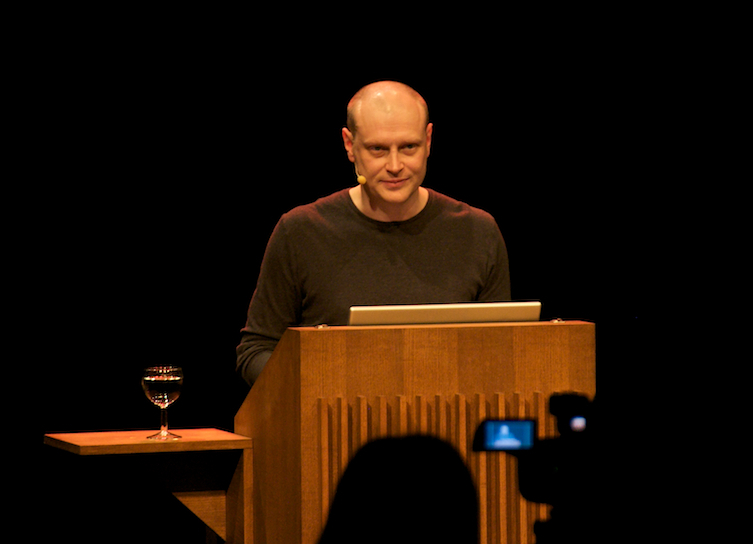
Barnbrook, ontwerper van de albumhoes van The Next Day, tijdens een conferentie in 2010.

The Next Day is het vierentwintigste studioalbum van David Bowie. Het album kwam op 8 maart 2013 uit.
Het is Bowies eerste plaat met nieuw materiaal sinds het in 2003 verschenen album Reality. Op Bowies 66e verjaardag, 8 januari 2013, werd Where Are We Now? uitgebracht als eerste single van The Next Day.
Op 16 maart 2013 kwam het album binnen op nummer 1 in de Nederlandse Album Top 100, waarmee het Bowies eerste nummer 1-album ooit is in Nederland. Tot dan toe was de nummer 2-notering voor Let's Dance uit 1983 zijn hoogst genoteerde album geweest.

## Opnamen
De muziek voor The Next Day werd in het geheim opgenomen. Volgens muziekproducent Tony Visconti werden in totaal 29 liedjes opgenomen.
De eerste opnamen vonden plaats in een kleine studio in East Village. In november 2010 kwamen Bowie (toetsen), Visconti (basgitaar), Sterling Campbell (drums) en Gerry Leonard (gitaar) daar bij elkaar. Als voorbereiding van de opnamesessies schreef Bowie bij hem thuis muziek voor acht liedjes. Met een 8- of 16-sporenrecorder had hij de baslijnen en drumritmes opgenomen. De eerste vier dagen in de studio waren ze bezig met het opschrijven van de muziek. Pas op de vijfde dag namen ze de eerste muziek op voor The Next Day.

## Albumhoes
Jonathan Barnbrook ontwierp de albumhoes voor The Next Day. Hij gebruikte simpelweg de hoes van Bowies studioalbum "Heroes", die bestaat uit een door Masayoshi Sukita gemaakte foto van Bowie. Deze foto wordt grotendeels bedekt door een wit vierkant met daarop de titel van het album. De titel van "Heroes" is doorgestreept. Barnbrook ontwierp voor de tekst "The Next Day" een nieuw lettertype, Doctrine genaamd.

## Tracklist
- Alle nummers geschreven door Bowie, tenzij anders genoteerd.

| Nr. | Titel                                         | Duur |
| --- | --------------------------------------------- | ---- |
| 1.  | The Next Day                                  | 3:51 |
| 2.  | Dirty Boys                                    | 2:58 |
| 3.  | The Stars (Are Out Tonight)                   | 3:56 |
| 4.  | Love Is Lost                                  | 3:57 |
| 5.  | Where Are We Now?                             | 4:08 |
| 6.  | Valentine's Day                               | 3:01 |
| 7.  | If You Can See Me                             | 3:15 |
| 8.  | I'd Rather Be High                            | 3:53 |
| 9.  | Boss of Me (Bowie/Gerry Leonard)              | 4:09 |
| 10. | Dancing Out in Space                          | 3:24 |
| 11. | How Does the Grass Grow? (Bowie/Jerry Lordan) | 4:33 |
| 12. | (You Will) Set the World On Fire              | 3:30 |
| 13. | You Feel So Lonely You Could Die              | 4:41 |
| 14. | Heat                                          | 4:25 |

### Deluxe Edition
Op de luxe uitgave zullen drie bonusnummers staan, plus één nummer exclusief voor de Japanse editie:

| Nr. | Titel                                | Duur |
| --- | ------------------------------------ | ---- |
| 1.  | So She                               | 2:31 |
| 2.  | Plan                                 | 2:34 |
| 3.  | I'll Take You There (Bowie/Leonard)  | 2:44 |
| 4.  | God Bless the Girl (alleen in Japan) | 4:11 |

### The Next Day Extra
Op 4 november 2013 werd The Next Day opnieuw uitgebracht met een additionele ep, genaamd The Next Day Extra. Op deze ep staan vier nieuwe nummers ("Atomica", "The Informer", "Like a Rocket Man" en "Born in a UFO") inclusief remixen van verschillende nummers ("Love Is Lost", "I'd Rather Be High") en de nummers die al op de deluxe-versie van het oorspronkelijke album staan.

| Nr. | Titel                                                            | Duur  |
| --- | ---------------------------------------------------------------- | ----- |
| 1.  | Atomica                                                          | 4:05  |
| 2.  | Love Is Lost (Hello Steve Reich Mix by James Murphy for the DFA) | 10:24 |
| 3.  | Plan                                                             | 2:02  |
| 4.  | The Informer                                                     | 4:31  |
| 5.  | I'd Rather Be High (Venetian Mix)                                | 3:49  |
| 6.  | Like a Rocket Man                                                | 3:29  |
| 7.  | Born in a UFO                                                    | 3:02  |
| 8.  | I'll Take You There (Bowie/Leonard)'                             | 2:41  |
| 9.  | God Bless the Girl                                               | 4:11  |
| 10. | So She                                                           | 2:31  |

## Musici
Op het album spelen de volgende muzikanten:
- Zachary Alford - drums
- Sterling Campbell - drums op onder andere Valentine's Day en (You Will) Set the World on Fire
- Gail Ann Dorsey - basgitaar, achtergrondzang
- Tony Levin - basgitaar op vijf nummers[6]

- Gerry Leonard - gitaar
- David Torn - gitaar
- Earl Slick - gitaar, onder andere de solo's
- Tony Visconti - basgitaar op twee nummers
- David Bowie - toetsen, akoestische gitaar en elektrische gitaar

## Hitnotering

### NederlandseAlbum Top 100
| Hitnotering (week 1 t/m 15): 16-03-2013 t/m 22-06-2013 Hitnotering (week 16 t/m 17): 06-07-2013 t/m 13-07-2013 Hitnotering (week 18): 24-08-2013 Hitnotering (week 19): 05-10-2013 Hitnotering (week 20): 09-11-2013 Hitnotering (week 21 t/m 23): 04-01-2014 t/m 18-01-2014 Hitnotering (week 24): 10-10-2015 Hitnotering (week 25 t/m 29): 16-01-2016 t/m 13-02-2016 Hitnotering (week 30): 28-01-2017 | Hitnotering (week 1 t/m 15): 16-03-2013 t/m 22-06-2013 Hitnotering (week 16 t/m 17): 06-07-2013 t/m 13-07-2013 Hitnotering (week 18): 24-08-2013 Hitnotering (week 19): 05-10-2013 Hitnotering (week 20): 09-11-2013 Hitnotering (week 21 t/m 23): 04-01-2014 t/m 18-01-2014 Hitnotering (week 24): 10-10-2015 Hitnotering (week 25 t/m 29): 16-01-2016 t/m 13-02-2016 Hitnotering (week 30): 28-01-2017 | Hitnotering (week 1 t/m 15): 16-03-2013 t/m 22-06-2013 Hitnotering (week 16 t/m 17): 06-07-2013 t/m 13-07-2013 Hitnotering (week 18): 24-08-2013 Hitnotering (week 19): 05-10-2013 Hitnotering (week 20): 09-11-2013 Hitnotering (week 21 t/m 23): 04-01-2014 t/m 18-01-2014 Hitnotering (week 24): 10-10-2015 Hitnotering (week 25 t/m 29): 16-01-2016 t/m 13-02-2016 Hitnotering (week 30): 28-01-2017 | Hitnotering (week 1 t/m 15): 16-03-2013 t/m 22-06-2013 Hitnotering (week 16 t/m 17): 06-07-2013 t/m 13-07-2013 Hitnotering (week 18): 24-08-2013 Hitnotering (week 19): 05-10-2013 Hitnotering (week 20): 09-11-2013 Hitnotering (week 21 t/m 23): 04-01-2014 t/m 18-01-2014 Hitnotering (week 24): 10-10-2015 Hitnotering (week 25 t/m 29): 16-01-2016 t/m 13-02-2016 Hitnotering (week 30): 28-01-2017 | Hitnotering (week 1 t/m 15): 16-03-2013 t/m 22-06-2013 Hitnotering (week 16 t/m 17): 06-07-2013 t/m 13-07-2013 Hitnotering (week 18): 24-08-2013 Hitnotering (week 19): 05-10-2013 Hitnotering (week 20): 09-11-2013 Hitnotering (week 21 t/m 23): 04-01-2014 t/m 18-01-2014 Hitnotering (week 24): 10-10-2015 Hitnotering (week 25 t/m 29): 16-01-2016 t/m 13-02-2016 Hitnotering (week 30): 28-01-2017 | Hitnotering (week 1 t/m 15): 16-03-2013 t/m 22-06-2013 Hitnotering (week 16 t/m 17): 06-07-2013 t/m 13-07-2013 Hitnotering (week 18): 24-08-2013 Hitnotering (week 19): 05-10-2013 Hitnotering (week 20): 09-11-2013 Hitnotering (week 21 t/m 23): 04-01-2014 t/m 18-01-2014 Hitnotering (week 24): 10-10-2015 Hitnotering (week 25 t/m 29): 16-01-2016 t/m 13-02-2016 Hitnotering (week 30): 28-01-2017 | Hitnotering (week 1 t/m 15): 16-03-2013 t/m 22-06-2013 Hitnotering (week 16 t/m 17): 06-07-2013 t/m 13-07-2013 Hitnotering (week 18): 24-08-2013 Hitnotering (week 19): 05-10-2013 Hitnotering (week 20): 09-11-2013 Hitnotering (week 21 t/m 23): 04-01-2014 t/m 18-01-2014 Hitnotering (week 24): 10-10-2015 Hitnotering (week 25 t/m 29): 16-01-2016 t/m 13-02-2016 Hitnotering (week 30): 28-01-2017 | Hitnotering (week 1 t/m 15): 16-03-2013 t/m 22-06-2013 Hitnotering (week 16 t/m 17): 06-07-2013 t/m 13-07-2013 Hitnotering (week 18): 24-08-2013 Hitnotering (week 19): 05-10-2013 Hitnotering (week 20): 09-11-2013 Hitnotering (week 21 t/m 23): 04-01-2014 t/m 18-01-2014 Hitnotering (week 24): 10-10-2015 Hitnotering (week 25 t/m 29): 16-01-2016 t/m 13-02-2016 Hitnotering (week 30): 28-01-2017 | Hitnotering (week 1 t/m 15): 16-03-2013 t/m 22-06-2013 Hitnotering (week 16 t/m 17): 06-07-2013 t/m 13-07-2013 Hitnotering (week 18): 24-08-2013 Hitnotering (week 19): 05-10-2013 Hitnotering (week 20): 09-11-2013 Hitnotering (week 21 t/m 23): 04-01-2014 t/m 18-01-2014 Hitnotering (week 24): 10-10-2015 Hitnotering (week 25 t/m 29): 16-01-2016 t/m 13-02-2016 Hitnotering (week 30): 28-01-2017 | Hitnotering (week 1 t/m 15): 16-03-2013 t/m 22-06-2013 Hitnotering (week 16 t/m 17): 06-07-2013 t/m 13-07-2013 Hitnotering (week 18): 24-08-2013 Hitnotering (week 19): 05-10-2013 Hitnotering (week 20): 09-11-2013 Hitnotering (week 21 t/m 23): 04-01-2014 t/m 18-01-2014 Hitnotering (week 24): 10-10-2015 Hitnotering (week 25 t/m 29): 16-01-2016 t/m 13-02-2016 Hitnotering (week 30): 28-01-2017 | Hitnotering (week 1 t/m 15): 16-03-2013 t/m 22-06-2013 Hitnotering (week 16 t/m 17): 06-07-2013 t/m 13-07-2013 Hitnotering (week 18): 24-08-2013 Hitnotering (week 19): 05-10-2013 Hitnotering (week 20): 09-11-2013 Hitnotering (week 21 t/m 23): 04-01-2014 t/m 18-01-2014 Hitnotering (week 24): 10-10-2015 Hitnotering (week 25 t/m 29): 16-01-2016 t/m 13-02-2016 Hitnotering (week 30): 28-01-2017 | Hitnotering (week 1 t/m 15): 16-03-2013 t/m 22-06-2013 Hitnotering (week 16 t/m 17): 06-07-2013 t/m 13-07-2013 Hitnotering (week 18): 24-08-2013 Hitnotering (week 19): 05-10-2013 Hitnotering (week 20): 09-11-2013 Hitnotering (week 21 t/m 23): 04-01-2014 t/m 18-01-2014 Hitnotering (week 24): 10-10-2015 Hitnotering (week 25 t/m 29): 16-01-2016 t/m 13-02-2016 Hitnotering (week 30): 28-01-2017 | Hitnotering (week 1 t/m 15): 16-03-2013 t/m 22-06-2013 Hitnotering (week 16 t/m 17): 06-07-2013 t/m 13-07-2013 Hitnotering (week 18): 24-08-2013 Hitnotering (week 19): 05-10-2013 Hitnotering (week 20): 09-11-2013 Hitnotering (week 21 t/m 23): 04-01-2014 t/m 18-01-2014 Hitnotering (week 24): 10-10-2015 Hitnotering (week 25 t/m 29): 16-01-2016 t/m 13-02-2016 Hitnotering (week 30): 28-01-2017 | Hitnotering (week 1 t/m 15): 16-03-2013 t/m 22-06-2013 Hitnotering (week 16 t/m 17): 06-07-2013 t/m 13-07-2013 Hitnotering (week 18): 24-08-2013 Hitnotering (week 19): 05-10-2013 Hitnotering (week 20): 09-11-2013 Hitnotering (week 21 t/m 23): 04-01-2014 t/m 18-01-2014 Hitnotering (week 24): 10-10-2015 Hitnotering (week 25 t/m 29): 16-01-2016 t/m 13-02-2016 Hitnotering (week 30): 28-01-2017 | Hitnotering (week 1 t/m 15): 16-03-2013 t/m 22-06-2013 Hitnotering (week 16 t/m 17): 06-07-2013 t/m 13-07-2013 Hitnotering (week 18): 24-08-2013 Hitnotering (week 19): 05-10-2013 Hitnotering (week 20): 09-11-2013 Hitnotering (week 21 t/m 23): 04-01-2014 t/m 18-01-2014 Hitnotering (week 24): 10-10-2015 Hitnotering (week 25 t/m 29): 16-01-2016 t/m 13-02-2016 Hitnotering (week 30): 28-01-2017 | Hitnotering (week 1 t/m 15): 16-03-2013 t/m 22-06-2013 Hitnotering (week 16 t/m 17): 06-07-2013 t/m 13-07-2013 Hitnotering (week 18): 24-08-2013 Hitnotering (week 19): 05-10-2013 Hitnotering (week 20): 09-11-2013 Hitnotering (week 21 t/m 23): 04-01-2014 t/m 18-01-2014 Hitnotering (week 24): 10-10-2015 Hitnotering (week 25 t/m 29): 16-01-2016 t/m 13-02-2016 Hitnotering (week 30): 28-01-2017 | Hitnotering (week 1 t/m 15): 16-03-2013 t/m 22-06-2013 Hitnotering (week 16 t/m 17): 06-07-2013 t/m 13-07-2013 Hitnotering (week 18): 24-08-2013 Hitnotering (week 19): 05-10-2013 Hitnotering (week 20): 09-11-2013 Hitnotering (week 21 t/m 23): 04-01-2014 t/m 18-01-2014 Hitnotering (week 24): 10-10-2015 Hitnotering (week 25 t/m 29): 16-01-2016 t/m 13-02-2016 Hitnotering (week 30): 28-01-2017 | Hitnotering (week 1 t/m 15): 16-03-2013 t/m 22-06-2013 Hitnotering (week 16 t/m 17): 06-07-2013 t/m 13-07-2013 Hitnotering (week 18): 24-08-2013 Hitnotering (week 19): 05-10-2013 Hitnotering (week 20): 09-11-2013 Hitnotering (week 21 t/m 23): 04-01-2014 t/m 18-01-2014 Hitnotering (week 24): 10-10-2015 Hitnotering (week 25 t/m 29): 16-01-2016 t/m 13-02-2016 Hitnotering (week 30): 28-01-2017 | Hitnotering (week 1 t/m 15): 16-03-2013 t/m 22-06-2013 Hitnotering (week 16 t/m 17): 06-07-2013 t/m 13-07-2013 Hitnotering (week 18): 24-08-2013 Hitnotering (week 19): 05-10-2013 Hitnotering (week 20): 09-11-2013 Hitnotering (week 21 t/m 23): 04-01-2014 t/m 18-01-2014 Hitnotering (week 24): 10-10-2015 Hitnotering (week 25 t/m 29): 16-01-2016 t/m 13-02-2016 Hitnotering (week 30): 28-01-2017 | Hitnotering (week 1 t/m 15): 16-03-2013 t/m 22-06-2013 Hitnotering (week 16 t/m 17): 06-07-2013 t/m 13-07-2013 Hitnotering (week 18): 24-08-2013 Hitnotering (week 19): 05-10-2013 Hitnotering (week 20): 09-11-2013 Hitnotering (week 21 t/m 23): 04-01-2014 t/m 18-01-2014 Hitnotering (week 24): 10-10-2015 Hitnotering (week 25 t/m 29): 16-01-2016 t/m 13-02-2016 Hitnotering (week 30): 28-01-2017 | Hitnotering (week 1 t/m 15): 16-03-2013 t/m 22-06-2013 Hitnotering (week 16 t/m 17): 06-07-2013 t/m 13-07-2013 Hitnotering (week 18): 24-08-2013 Hitnotering (week 19): 05-10-2013 Hitnotering (week 20): 09-11-2013 Hitnotering (week 21 t/m 23): 04-01-2014 t/m 18-01-2014 Hitnotering (week 24): 10-10-2015 Hitnotering (week 25 t/m 29): 16-01-2016 t/m 13-02-2016 Hitnotering (week 30): 28-01-2017 |
| Week: | 1 | 2 | 3 | 4 | 5 | 6 | 7 | 8 | 9 | 10 | 11 | 12 | 13 | 14 | 15 | | 16 | 17 | | 18 |
| --- | --- | --- | --- | --- | --- | --- | --- | --- | --- | --- | --- | --- | --- | --- | --- | --- | --- | --- | --- | --- |
| Positie: | 1 | 3 | 2 | 2 | 6 | 12 | 12 | 24 | 29 | 35 | 38 | 25 | 57 | 54 | 39 | uit | 80 | 91 | uit | 100 |
| Week: | | 19 | | 20 | | 21 | 22 | 23 | | 24 | | 25 | 26 | 27 | 28 | 29 | | 30 | | |
| Positie: | uit | 95 | uit | 55 | uit | 79 | 93 | 87 | uit | 95 | uit | 22 | 17 | 44 | 69 | 83 | uit | 91 | uit | |

### VlaamseUltratop 200
| Hitnotering (week 1 t/m 24): 16-03-2013 t/m 24-08-2013 Hitnotering (week 25 t/m 30): 07-09-2013 t/m 12-10-2013 Hitnotering (week 31 t/m 46): 26-10-2013 t/m 08-02-2014 Hitnotering (week 47 t/m 48): 22-02-2014 t/m 29-02-2014 Hitnotering (week 49): 29-03-2014 Hitnotering (week 50): 02-08-2014 Hitnotering (week 51 t/ 52): 25-10-2014 t/m 01-11-2014 Hitnotering (week 53): 31-01-2015 | Hitnotering (week 1 t/m 24): 16-03-2013 t/m 24-08-2013 Hitnotering (week 25 t/m 30): 07-09-2013 t/m 12-10-2013 Hitnotering (week 31 t/m 46): 26-10-2013 t/m 08-02-2014 Hitnotering (week 47 t/m 48): 22-02-2014 t/m 29-02-2014 Hitnotering (week 49): 29-03-2014 Hitnotering (week 50): 02-08-2014 Hitnotering (week 51 t/ 52): 25-10-2014 t/m 01-11-2014 Hitnotering (week 53): 31-01-2015 | Hitnotering (week 1 t/m 24): 16-03-2013 t/m 24-08-2013 Hitnotering (week 25 t/m 30): 07-09-2013 t/m 12-10-2013 Hitnotering (week 31 t/m 46): 26-10-2013 t/m 08-02-2014 Hitnotering (week 47 t/m 48): 22-02-2014 t/m 29-02-2014 Hitnotering (week 49): 29-03-2014 Hitnotering (week 50): 02-08-2014 Hitnotering (week 51 t/ 52): 25-10-2014 t/m 01-11-2014 Hitnotering (week 53): 31-01-2015 | Hitnotering (week 1 t/m 24): 16-03-2013 t/m 24-08-2013 Hitnotering (week 25 t/m 30): 07-09-2013 t/m 12-10-2013 Hitnotering (week 31 t/m 46): 26-10-2013 t/m 08-02-2014 Hitnotering (week 47 t/m 48): 22-02-2014 t/m 29-02-2014 Hitnotering (week 49): 29-03-2014 Hitnotering (week 50): 02-08-2014 Hitnotering (week 51 t/ 52): 25-10-2014 t/m 01-11-2014 Hitnotering (week 53): 31-01-2015 | Hitnotering (week 1 t/m 24): 16-03-2013 t/m 24-08-2013 Hitnotering (week 25 t/m 30): 07-09-2013 t/m 12-10-2013 Hitnotering (week 31 t/m 46): 26-10-2013 t/m 08-02-2014 Hitnotering (week 47 t/m 48): 22-02-2014 t/m 29-02-2014 Hitnotering (week 49): 29-03-2014 Hitnotering (week 50): 02-08-2014 Hitnotering (week 51 t/ 52): 25-10-2014 t/m 01-11-2014 Hitnotering (week 53): 31-01-2015 | Hitnotering (week 1 t/m 24): 16-03-2013 t/m 24-08-2013 Hitnotering (week 25 t/m 30): 07-09-2013 t/m 12-10-2013 Hitnotering (week 31 t/m 46): 26-10-2013 t/m 08-02-2014 Hitnotering (week 47 t/m 48): 22-02-2014 t/m 29-02-2014 Hitnotering (week 49): 29-03-2014 Hitnotering (week 50): 02-08-2014 Hitnotering (week 51 t/ 52): 25-10-2014 t/m 01-11-2014 Hitnotering (week 53): 31-01-2015 | Hitnotering (week 1 t/m 24): 16-03-2013 t/m 24-08-2013 Hitnotering (week 25 t/m 30): 07-09-2013 t/m 12-10-2013 Hitnotering (week 31 t/m 46): 26-10-2013 t/m 08-02-2014 Hitnotering (week 47 t/m 48): 22-02-2014 t/m 29-02-2014 Hitnotering (week 49): 29-03-2014 Hitnotering (week 50): 02-08-2014 Hitnotering (week 51 t/ 52): 25-10-2014 t/m 01-11-2014 Hitnotering (week 53): 31-01-2015 | Hitnotering (week 1 t/m 24): 16-03-2013 t/m 24-08-2013 Hitnotering (week 25 t/m 30): 07-09-2013 t/m 12-10-2013 Hitnotering (week 31 t/m 46): 26-10-2013 t/m 08-02-2014 Hitnotering (week 47 t/m 48): 22-02-2014 t/m 29-02-2014 Hitnotering (week 49): 29-03-2014 Hitnotering (week 50): 02-08-2014 Hitnotering (week 51 t/ 52): 25-10-2014 t/m 01-11-2014 Hitnotering (week 53): 31-01-2015 | Hitnotering (week 1 t/m 24): 16-03-2013 t/m 24-08-2013 Hitnotering (week 25 t/m 30): 07-09-2013 t/m 12-10-2013 Hitnotering (week 31 t/m 46): 26-10-2013 t/m 08-02-2014 Hitnotering (week 47 t/m 48): 22-02-2014 t/m 29-02-2014 Hitnotering (week 49): 29-03-2014 Hitnotering (week 50): 02-08-2014 Hitnotering (week 51 t/ 52): 25-10-2014 t/m 01-11-2014 Hitnotering (week 53): 31-01-2015 | Hitnotering (week 1 t/m 24): 16-03-2013 t/m 24-08-2013 Hitnotering (week 25 t/m 30): 07-09-2013 t/m 12-10-2013 Hitnotering (week 31 t/m 46): 26-10-2013 t/m 08-02-2014 Hitnotering (week 47 t/m 48): 22-02-2014 t/m 29-02-2014 Hitnotering (week 49): 29-03-2014 Hitnotering (week 50): 02-08-2014 Hitnotering (week 51 t/ 52): 25-10-2014 t/m 01-11-2014 Hitnotering (week 53): 31-01-2015 | Hitnotering (week 1 t/m 24): 16-03-2013 t/m 24-08-2013 Hitnotering (week 25 t/m 30): 07-09-2013 t/m 12-10-2013 Hitnotering (week 31 t/m 46): 26-10-2013 t/m 08-02-2014 Hitnotering (week 47 t/m 48): 22-02-2014 t/m 29-02-2014 Hitnotering (week 49): 29-03-2014 Hitnotering (week 50): 02-08-2014 Hitnotering (week 51 t/ 52): 25-10-2014 t/m 01-11-2014 Hitnotering (week 53): 31-01-2015 | Hitnotering (week 1 t/m 24): 16-03-2013 t/m 24-08-2013 Hitnotering (week 25 t/m 30): 07-09-2013 t/m 12-10-2013 Hitnotering (week 31 t/m 46): 26-10-2013 t/m 08-02-2014 Hitnotering (week 47 t/m 48): 22-02-2014 t/m 29-02-2014 Hitnotering (week 49): 29-03-2014 Hitnotering (week 50): 02-08-2014 Hitnotering (week 51 t/ 52): 25-10-2014 t/m 01-11-2014 Hitnotering (week 53): 31-01-2015 | Hitnotering (week 1 t/m 24): 16-03-2013 t/m 24-08-2013 Hitnotering (week 25 t/m 30): 07-09-2013 t/m 12-10-2013 Hitnotering (week 31 t/m 46): 26-10-2013 t/m 08-02-2014 Hitnotering (week 47 t/m 48): 22-02-2014 t/m 29-02-2014 Hitnotering (week 49): 29-03-2014 Hitnotering (week 50): 02-08-2014 Hitnotering (week 51 t/ 52): 25-10-2014 t/m 01-11-2014 Hitnotering (week 53): 31-01-2015 | Hitnotering (week 1 t/m 24): 16-03-2013 t/m 24-08-2013 Hitnotering (week 25 t/m 30): 07-09-2013 t/m 12-10-2013 Hitnotering (week 31 t/m 46): 26-10-2013 t/m 08-02-2014 Hitnotering (week 47 t/m 48): 22-02-2014 t/m 29-02-2014 Hitnotering (week 49): 29-03-2014 Hitnotering (week 50): 02-08-2014 Hitnotering (week 51 t/ 52): 25-10-2014 t/m 01-11-2014 Hitnotering (week 53): 31-01-2015 | Hitnotering (week 1 t/m 24): 16-03-2013 t/m 24-08-2013 Hitnotering (week 25 t/m 30): 07-09-2013 t/m 12-10-2013 Hitnotering (week 31 t/m 46): 26-10-2013 t/m 08-02-2014 Hitnotering (week 47 t/m 48): 22-02-2014 t/m 29-02-2014 Hitnotering (week 49): 29-03-2014 Hitnotering (week 50): 02-08-2014 Hitnotering (week 51 t/ 52): 25-10-2014 t/m 01-11-2014 Hitnotering (week 53): 31-01-2015 | Hitnotering (week 1 t/m 24): 16-03-2013 t/m 24-08-2013 Hitnotering (week 25 t/m 30): 07-09-2013 t/m 12-10-2013 Hitnotering (week 31 t/m 46): 26-10-2013 t/m 08-02-2014 Hitnotering (week 47 t/m 48): 22-02-2014 t/m 29-02-2014 Hitnotering (week 49): 29-03-2014 Hitnotering (week 50): 02-08-2014 Hitnotering (week 51 t/ 52): 25-10-2014 t/m 01-11-2014 Hitnotering (week 53): 31-01-2015 | Hitnotering (week 1 t/m 24): 16-03-2013 t/m 24-08-2013 Hitnotering (week 25 t/m 30): 07-09-2013 t/m 12-10-2013 Hitnotering (week 31 t/m 46): 26-10-2013 t/m 08-02-2014 Hitnotering (week 47 t/m 48): 22-02-2014 t/m 29-02-2014 Hitnotering (week 49): 29-03-2014 Hitnotering (week 50): 02-08-2014 Hitnotering (week 51 t/ 52): 25-10-2014 t/m 01-11-2014 Hitnotering (week 53): 31-01-2015 | Hitnotering (week 1 t/m 24): 16-03-2013 t/m 24-08-2013 Hitnotering (week 25 t/m 30): 07-09-2013 t/m 12-10-2013 Hitnotering (week 31 t/m 46): 26-10-2013 t/m 08-02-2014 Hitnotering (week 47 t/m 48): 22-02-2014 t/m 29-02-2014 Hitnotering (week 49): 29-03-2014 Hitnotering (week 50): 02-08-2014 Hitnotering (week 51 t/ 52): 25-10-2014 t/m 01-11-2014 Hitnotering (week 53): 31-01-2015 | Hitnotering (week 1 t/m 24): 16-03-2013 t/m 24-08-2013 Hitnotering (week 25 t/m 30): 07-09-2013 t/m 12-10-2013 Hitnotering (week 31 t/m 46): 26-10-2013 t/m 08-02-2014 Hitnotering (week 47 t/m 48): 22-02-2014 t/m 29-02-2014 Hitnotering (week 49): 29-03-2014 Hitnotering (week 50): 02-08-2014 Hitnotering (week 51 t/ 52): 25-10-2014 t/m 01-11-2014 Hitnotering (week 53): 31-01-2015 | Hitnotering (week 1 t/m 24): 16-03-2013 t/m 24-08-2013 Hitnotering (week 25 t/m 30): 07-09-2013 t/m 12-10-2013 Hitnotering (week 31 t/m 46): 26-10-2013 t/m 08-02-2014 Hitnotering (week 47 t/m 48): 22-02-2014 t/m 29-02-2014 Hitnotering (week 49): 29-03-2014 Hitnotering (week 50): 02-08-2014 Hitnotering (week 51 t/ 52): 25-10-2014 t/m 01-11-2014 Hitnotering (week 53): 31-01-2015 | Hitnotering (week 1 t/m 24): 16-03-2013 t/m 24-08-2013 Hitnotering (week 25 t/m 30): 07-09-2013 t/m 12-10-2013 Hitnotering (week 31 t/m 46): 26-10-2013 t/m 08-02-2014 Hitnotering (week 47 t/m 48): 22-02-2014 t/m 29-02-2014 Hitnotering (week 49): 29-03-2014 Hitnotering (week 50): 02-08-2014 Hitnotering (week 51 t/ 52): 25-10-2014 t/m 01-11-2014 Hitnotering (week 53): 31-01-2015 | Hitnotering (week 1 t/m 24): 16-03-2013 t/m 24-08-2013 Hitnotering (week 25 t/m 30): 07-09-2013 t/m 12-10-2013 Hitnotering (week 31 t/m 46): 26-10-2013 t/m 08-02-2014 Hitnotering (week 47 t/m 48): 22-02-2014 t/m 29-02-2014 Hitnotering (week 49): 29-03-2014 Hitnotering (week 50): 02-08-2014 Hitnotering (week 51 t/ 52): 25-10-2014 t/m 01-11-2014 Hitnotering (week 53): 31-01-2015 |
| Week: | 1 | 2 | 3 | 4 | 5 | 6 | 7 | 8 | 9 | 10 | 11 | 12 | 13 | 14 | 15 | 16 | 17 | 18 | 19 | 20 | 21 |
| --- | --- | --- | --- | --- | --- | --- | --- | --- | --- | --- | --- | --- | --- | --- | --- | --- | --- | --- | --- | --- | --- |
| Positie: | 1 | 1 | 1 | 1 | 1 | 2 | 17 | 9 | 35 | 27 | 42 | 51 | 47 | 35 | 73 | 113 | 81 | 99 | 133 | 96 | 97 |
| Week: | 22 | 23 | 24 | | 25 | 26 | 27 | 28 | 29 | 30 | | 31 | 32 | 33 | 34 | 35 | 36 | 37 | 38 | 39 | 40 |
| Positie: | 84 | 175 | 84 | uit | 125 | 128 | 68 | 148 | 99 | 153 | uit | 86 | 128 | 33 | 54 | 103 | 102 | 113 | 109 | 104 | 117 |
| Week: | 41 | 42 | 43 | 44 | 45 | 46 | | 47 | 48 | | 49 | | 50 | | 51 | 52 | | 53 | | | |
| Positie: | 136 | 115 | 99 | 113 | 117 | 103 | uit | 128 | 120 | uit | 199 | uit | 151 | uit | 157 | 189 | uit | 191 | uit | | |